# Kelly Overton
Kelly Overton (n. 28 august 1978, Wilbraham⁠(d), Massachusetts, SUA) este o actriță americană. Este cel mai cunoscută pentru interpretarea rolului Vanessa Van Helsing în serialul de fantezie întunecată Syfy din 2016, Van Helsing.

## Filmografie

### Film
| An   | Titlu                 | Rol               | Note                                       |  |
| ---- | --------------------- | ----------------- | ------------------------------------------ |  |
| 2003 | It Runs in the Family | Erica             |                                            |  |
| 2004 | Breaking Dawn         | Dawn              |                                            |  |
| 2005 | The Ring Two          | Betsy             |                                            |  |
| 2006 | You Did What?         | Day               |                                            |  |
| 2007 | The Wager             | Tessa             |                                            |  |
| 2008 | Outsource             | Alice             | Scurtmetraj                                |  |
| 2008 | The Collective        | Tyler Clarke      | și co-scenarist, co-producător, co-regizor |  |
| 2009 | Under New Management  | Julie Capp        |                                            |  |
| 2009 | Tekken                | Christie Monteiro |                                            |  |
| 2010 | In My Sleep           | Ann               |                                            |  |
| 2014 | Overtown              |                   |                                            |  |
| 2014 | The Road Home         | Julie Cambridge   |                                            |  |
| 2014 | Phantasmagoria        | Adrienne Delaney  |                                            |  |

### Televiziune
| An        | Titlu                                    | Rol                             | Note                                                      |
| --------- | ---------------------------------------- | ------------------------------- | --------------------------------------------------------- |
| 2000–2001 | All My Children                          | Rain Wilkins                    | Rol periodic, 17 episoade                                 |
| 2003      | Without a Trace                          | Audrey Rose                     | Episodul: "There Goes the Bride"                          |
| 2003      | The Practice                             | Debbie Huber                    | Episodul: "We the People"                                 |
| 2004      | The Division                             | Cheryl Madison                  | Episodul: "Crawl Space"                                   |
| 2004      | Wedding Daze                             | Dahlia Landry                   | Film TV                                                   |
| 2005      | The Studio                               | Heather Falls                   | Episodul: "Pilot"                                         |
| 2006      | Desolation Canyon                        | Olivia Kendrick                 | Film TV                                                   |
| 2006      | CSI: NY                                  | Lynette Richmont                | Episodul: "Wasted"                                        |
| 2006      | Close to Home                            | Lori Hulse                      | Episodul: "Still a Small Town"                            |
| 2006      | Desperation                              | Cynthia Smith                   | Film TV                                                   |
| 2006      | Twenty Questions                         | Kate Lewis                      | Film TV                                                   |
| 2007      | Cold Case                                | Johanna Kimball (1981)          | Episodul: "Blood on the Tracks"                           |
| 2007      | Criminal Minds                           | Ranger Lizzie Evans             | Episodul: "Open Season"                                   |
| 2007      | Numbers                                  | Andrea Barton / Tracy Meade     | Episodul: "Hollywood Homicide"                            |
| 2008      | Psych                                    | Ashley                          | Episodul: "There Might Be Blood"                          |
| 2009      | Medium                                   | Robin Aaronson                  | Episodul: "Soul Survivor"                                 |
| 2009      | CSI: Miami                               | Kaitlyn Sawyer                  | Episodul: "Dead on Arrival"                               |
| 2009      | NCIS                                     | Metro Det. Megan Hanley         | Episodul: "The Inside Man"                                |
| 2009–2010 | Three Rivers                             | Det. Rena Yablonski             | Episodul: "Alone Together", "Every Breath You Take"       |
| 2010      | Madso's War                              | Cheryl Keane                    | Film TV                                                   |
| 2011      | In Plain Sight                           | Grace Haddick / Grace Littleton | Episodul: "A Womb with a View"                            |
| 2011      | Ricochet                                 | Det. Deedee Bowen               | Film TV                                                   |
| 2012–2013 | Beauty and the Beast                     | Claire Sinclair                 | Episodul: "Saturn Returns", "On Thin Ice", "Trust No One" |
| 2012–2013 | True Blood                               | Rikki Naylor                    | Rol periodic, 14 episoade                                 |
| 2014      | Correcting Christmas (Back to Christmas) | Ali Pennebaker                  | Film TV                                                   |
| 2015      | Legends                                  | Nina Brenner                    | Rol principal (sezonul 2)                                 |
| 2016–2021 | Van Helsing                              | Vanessa Helsing                 | Rol titular principal                                     |

### Videoclipuri
| An   | Titlu     | Rol      | Note          |
| ---- | --------- | -------- | ------------- |
| 2010 | Terrified | Rolul ei | cuShane McRae |

## Legături externe
- Kelly Overton la Internet Movie Database
- en Kelly Overton la Internet Broadway Database
- Kelly's Website

## Vezi și
- Listă de actori americani